# Joe Taylor
Joseph L. Taylor (ur. 27 sierpnia 1939 w Miami, zm. 15 czerwca 2001), był zawodnikiem amerykańskiego futbolu, który grał 8 lat w NFL z drużyną Chicago Bears.